# Orchester am Singrün
Das Orchester am Singrün ist ein Regensburger Laien-Sinfonieorchester geleitet von Michael Falk. Es fungiert als eingetragener Verein.

## Geschichte

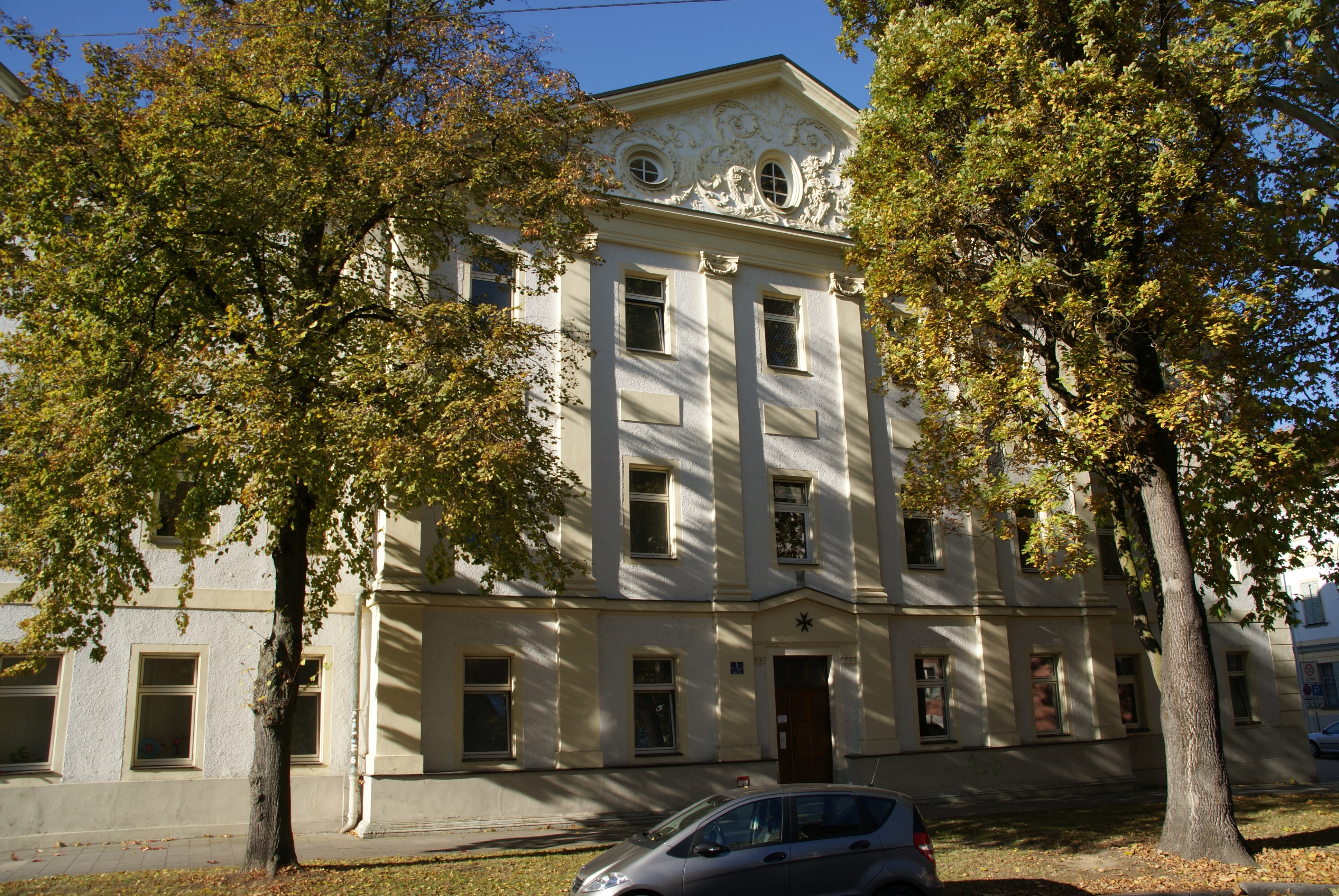
Am Singrün 1, hier im Bischöflichen Studienseminar in der ehemaligen Porzellanfabrik befand sich der namensgebende Proberaum.

Das Orchester wurde im Februar 1986 gegründet. Viele der Gründungsmitglieder waren Studenten, die sich aus dem Universitätsorchester der Universität Regensburg kannten. Aus der ursprünglichen Kammerbesetzung entwickelte sich bald das heutige rund 90-köpfige Symphonieorchester mit großer Streicherbesetzung und komplettem Holz- und Blechbläsersatz sowie Schlagwerk. Die Musiker, fast alle Laienmusiker, kommen aus der gesamten Region.
Der erste Proberaum in der Goldene-Bären-Straße im Zentrum von Regensburg wurde schnell zu klein und so fand man einen neuen Raum im Speisesaal des Bischöflichen Studienseminars Am Singrün 1 in der Westnerwacht in der Altstadt, dessen Adresse dem Orchester den Namen gab. Der erste öffentliche Auftritt fand 1987 im Neuhaussaal des Theaters Regensburg statt. Als Dirigenten gewann man den Flötisten Reinhard Klink, der von 1983 bis 2001 auch das Siemens-Orchester München (SOM) dirigierte. Ab 1990 probte das Ensemble im Don-Bosco-Heim in der Hans-Sachs-Straße, seit 2018 ist das Pater-Rupert-Mayer-Zentrum in der Puricellistraße Probenort des Orchesters.
Nach Reinhard Klink ging die Leitung des Orchesters an den Regensburger Dirigenten und Komponisten Lutz Landwehr von Pragenau. Im Jahr 2018 übernahm Michael Falk, zweiter Kapellmeister am Theater Hof, die musikalische Leitung.
Das Orchester am Singrün trat bislang im ostbayerischen Raum, in der Tschechischen Republik und in Brixen, Südtirol auf. Die Konzertprogramme werden häufig mit Solokonzerten kombiniert, darunter Stefan Mickisch, Wen-Sinn Yang und Christoph Well. Seit Sommer 2018 ist Michael Falk fester Dirigent. Sein Vorgänger, Lutz Landwehr von Pragenau, war Gründungsmitglied und spielte selbst lange Zeit Oboe im Orchester.

## Auszeichnungen
- 1996: Kulturförderpreis der Stadt Regensburg[6]
- 2006: Förderung durch die Regensburger Kulturstiftung der REWAG
- 2013: Kulturpreis des Bezirks Oberpfalz in der Kategorie „Orchester“[7]

## Personalia

### Dirigenten
| Zeitraum  | Name                                    |
| --------- | --------------------------------------- |
| 1987–1999 | Reinhard Klink                          |
| 1994–1997 | Jennifer Lea Brown (jetzt Flatau-Brown) |
| 1996–2017 | Lutz Landwehr von Pragenau              |
| Nov 2016  | Susanne Rechsteiner (Gastdirigat)       |
| 2018-     | Michael Falk                            |

### Orchesterrat
Der Vereinsvorstand wird jeweils für zwei Jahre gewählt.
| 1. Vorsitzende  | Ursula Ratzka                                                      |
| 2. Vorsitzender | Florian Baueregger                                                 |
| Schatzmeister   | Walter Hoffmann                                                    |
| Beiräte         | Maria-Sophia Mehringer, Florian Weinzierl, Kathrin Hoischen-Müller |